# 노체라움브라
노체라움브라(이탈리아어: Nocera Umbra)는 이탈리아 움브리아주 페루자도에 위치한 코무네다. 폴리뇨로부터 북쪽 15km 거리에 있다.

## 자매 도시
- 이탈리아 프로시노네